# دریاچه میلونی
دریاچه میلونی (به اسپانیایی: Milluni Lake) یک دریاچه در بولیوی است که در شهرستان لاپاز (بولیوی) واقع شده‌است.